# Ualdia
Ualdia (amarico: ወልደያ, Wäldäya) è una città mercato collinare, capitale della zona di Wello settentrionale,  nell'Etiopia settentrionale. 

## Descrizione
È situata a nord di Dessiè e sud-est di Lalibela, nella Regione di Amhara. Il suo duomo è intitolato a Weldiya Gebri'el.
A Ualdia vi ci si può trovare una fabbrica artigianale che lavora il travertino a scopo edile.
Il missionario Johann Ludwig Krapf, passato per la città di UWaldia nell'Aprile del 1842, dice che la città
era il quartier-generale del Dejazmach ( titolo nobiliare Etiope ) Faris Aligas e di suo fratello Birru Aligas.
Nel 1890, Ualdia, era il centro amministrativo della Provincia di Yejju. Al tempo, la città era rinomata per i muli
che vi ci si vendevano nel mercato del martedì. Nel novembre del 1988 la città è stata
il bersaglio di un attacco aereo, senza morti, da parte del regime Derg.
Nel 1994, Ualdia, contava 24.533 abitanti, di cui il 79,75% di religione ortodossa etiope e il
19,44% di religione Islamica.